# Кривошипно-шатунний механізм

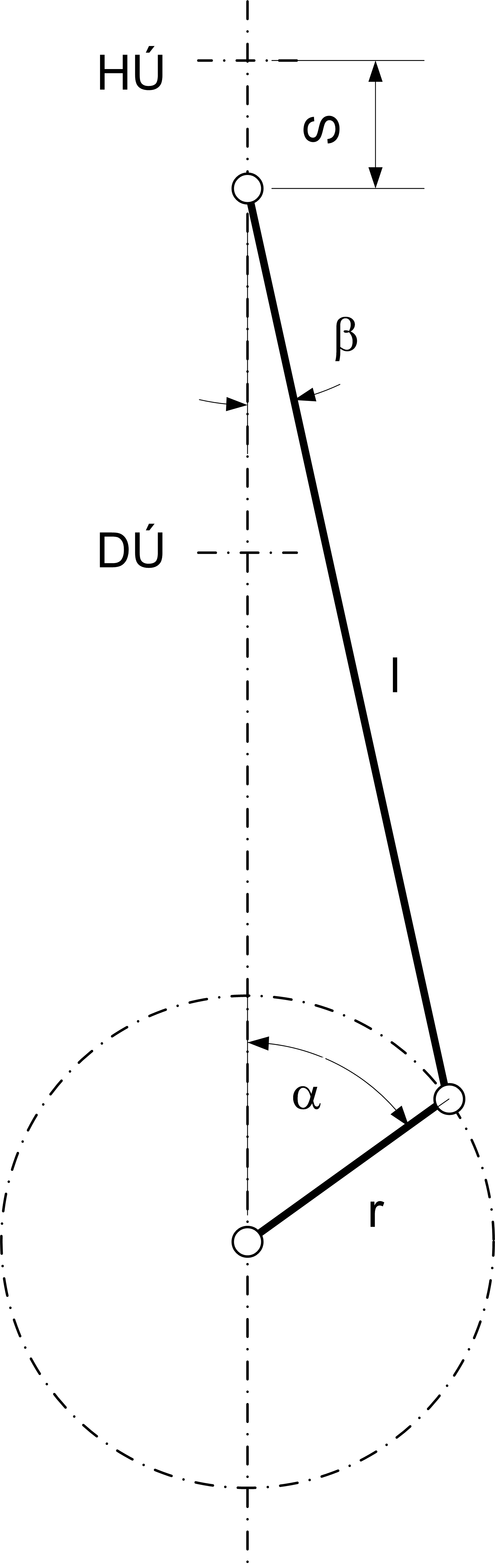

Кривошипно-шатунний механізм, ко́рбово-гонко́вий механізм (пор. пол. mechanizm korbowy) — механізм, в якому взаємодіють між собою три елементи: кривошип, шатун і повзун (найчастіше ним є поршень). Корба виконує обертовий рух, повзун — рух вертикально-поступальний. Кривошипно-шатунний механізм служить для перетворення зворотньо-поступальних рухів повзуна (поршня) в обертовий рух колінчастого валу, і навпаки.

## Застосовування

Кривошипно-шатунний механізм у дії

Кривошипно-шатунний механізм використовується в двигунах внутрішнього згоряння, поршневих компресорах, поршневих насосах, ковальсько-пресових машинах, лісопильних машинах і т. д.
У двигунах автомобілів використовується різне компоновування кривошипно-шатунних механізмів: однорядні кривошипно-шатунні механізми з вертикальним переміщенням поршнів і з переміщенням поршнів під кутом застосовуються в рядних двигунах; дворядні механізми з переміщенням поршнів під кутом застосовуються у V-подібних двигунах; одно- і дворядні кривошипно-шатунні механізми з горизонтальним переміщенням поршнів знаходять застосування в тих випадках, коли обмежені габаритні розміри двигуна по висоті.